# Faculdade Internacional da Paraíba
Faculdade Internacional da Paraíba (FPB) é uma instituição de ensino superior privada, do tipo faculdade, fundada e com sede na cidade brasileira de João Pessoa, a capital da Paraíba. Oferece diversos cursos superiores na modalidade presencial, semipresencial e à distância por meio do Ead Laureate. 
É mantida pela ASPEC - Sociedade Paraibana de Educação e Cultura Ltda. e faz parte, desde 2009, da Laureate International Universities, uma rede internacional de universidades.

## História
Fundada em 2005, a Faculdade Internacional da Paraíba (FPB) passou a fazer parte do rol de instituições da rede internacional de universidades Laureate, a partir de 2009.